# Adam Saryusz Zakrzewski
Adam Saryusz Zakrzewski herbu Wyssogota – podczaszy wschowski, sędzia ziemski kaliski.
Członek konfederacji 1773 roku. Na Sejmie Rozbiorowym 1773-1775 jako poseł z województwa poznańskiego wszedł w skład delegacji wyłonionej pod naciskiem dyplomatów trzech państw rozbiorczych, mającej przeprowadzić rozbiór. 18 września 1773 roku podpisał traktaty cesji przez Rzeczpospolitą Obojga Narodów ziem zagarniętych przez Rosję, Prusy i Austrię w I rozbiorze Polski.